# 12월 12일
12월 12일은 그레고리력으로 346번째(윤년일 경우 347번째) 날에 해당한다.

## 사건
- 1901년 - 마르코니가 영국-캐나다 사이의 대서양 횡단 무선통신을 성공시켰다.
- 1920년 - 독일의 한스 리겔 Sr.가 본에서 제과회사 하리보를 창립했다.
- 1936년 - 중화민국 지방군 총사령관 장쉐량이 국민당 정권의 총통 장제스를 구금하고 공산당과 내전 중지를 요구하는 시안 사건이 발생.
- 1948년 - 유엔에서 대한민국이 한반도 유일의 합법정부로 승인되었다.
- 1952년 - 오스트리아, 빈에서 제국민평화대회 개최.
- 1958년 - 기니, 유엔 가입
- 1996년 - 아가동산 사건에 관련된 조직 간부들 검거
- 1979년 - 전두환, 노태우 등을 중심으로 한 신군부 세력이 일으킨 12·12 군사 반란 발생.
- 2002년 - 북한, 핵 동결 해제 선언
- 2007년 -
  - 대한민국 강화도 총기 탈취 사건 용의자가 검거되었다.
  - 예술의 전당 오페라 하우스에서 라 보엠 공연 도중 화재가 발생해, 2천여 명이 대피하는 소동을 겪었다.
- 2011년 - 서해상에서 불법조업 중이었던 중국 어선들을 나포하던 대한민국의 해양경찰관이 중국 선원에게 피살되었다.
- 2013년 -
  - 북한에서 장성택 국방위 부위원장이 특별군사재판 후 처형되었다.
  - 한국항공우주산업은 이라크에 훈련기 겸 공격기인 T-50 24대를 수출하였다. 역대 방산 수출로는 최대 규모였다.

## 문화
- 1961년 - 오스카 1호 발사.
- 1995년
  - 대동여지도 목판본 발견.
  - 대한민국의 탐험가 허영호가 남극 대륙 최고봉 빈슨매시프 산을 정복함.
- 2010년 - 2010년 장애인 아시안 게임이 개막되었다. ( ~ 12월 19일)
- 2012년 - 조선민주주의인민공화국이 오전 9시 51분 평안북도 동창리 발사장에서 장거리 로켓 은하 3호를 발사했다. 발사된 광명성 3호는 지구 궤도 진입에 성공했다.
- 2016년 - 동대구복합환승센터가 개장.
- 2020년 - 인천 도시철도 1호선의 새로운 종착역인 송도달빛축제공원역이 개통되었다.

## 탄생
- 1565년 - 조선 제11대 국왕 중종의 제 2계비 문정왕후. (~1565년)
- 1574년 - 잉글랜드의 왕 덴마크의 앤. (~619년)
- 1712년 - 오스트리아의 귀족, 군인 카를 알렉산더 폰 로트링겐 공자. (~1780년)
- 1731년 - 영국의 의사 이래즈머스 다윈. (~1802년)
- 1745년 - 미국의 초대 국무부 장관 존 제이. (~1829년)
- 1821년 - 프랑스의 19세기의 소설가, 작가 귀스타브 플로베르. (~1880년)
- 1862년 - 타이타닉호 생존자, 영국의 사업가 J. 브루스 이스메이. (~1937년)
- 1863년 - 노르웨이의 화가 에드바르 뭉크. (~1944년)
- 1875년 - 나치 독일의 군인 게르트 폰 룬트슈테트. (~1953년)
- 1879년 - 일본의 군인 마쓰다이라 유타카. (~1945년)
- 1903년 - 일본의 영화 감독 오즈 야스지로. (~1963년)
- 1905년 - 멕시코의 작곡가 구티 카르데나스. (~1932년)
- 1912년 - 대한민국의 시인 윤영춘. (~1978년)
- 1913년 - 대한민국의 법조인 민복기. (~2007년)
- 1914년 - 영국의 소설가, 번역가 패트릭 오브라이언. (~2000년)
- 1915년 - 미국의 가수, 배우, 프로듀서 프랭크 시나트라. (~1998년)
- 1923년 - 미국의 방송인 밥 바커. (~2023년)
- 1925년 - 영국의 영화 편집자 앤 V. 코츠. (~2018년)
- 1927년
  - 대한민국의 정치인 오홍석. (~2008년)
  - 미국의 인텔 창업자 로버트 노이스. (~1990년)
- 1933년 - 카메룬의 음악가 마뉘 디방고. (~2020년)
- 1935년
  - 대한민국의 공무원, 정치인 이원식. (~2018년)
  - 대한민국의 공무원, 정치인 백상승. (~2018년)
- 1937년
  - 조선민주주의인민공화국의 정치인 김영대.
  - 미국의 가수, 영화배우 카니 프랜시스. (~2025년)
- 1938년 - 대한민국의 의사 황연대.
- 1942년
  - 대한민국의 국회의원 김호일.
  - 튀르키예의 영화배우 파트마 기리크. (~2022년)
- 1948년 - 이스라엘의 수학자 엘리야후 립스. (~2024년)
- 1949년 - 영국의 배우 빌 나이.
- 1950년 - 대한민국의 프로듀서, 방송인 윤흥식. (~2022년)
- 1954년 - 대한민국의 전 법무부장관 천정배.
- 1955년
  - 이탈리아의 근대5종 선수 다니엘레 마살라.
  - 오스트레일리아의 각본가, 배우, 안무가 데이비드 앳킨스.
- 1956년 - 대한민국의 공무원 김남석.
- 1960년
  - 대한민국의 배우 이경영.
  - 대한민국의 성우 강희선.
  - 대한민국의 시각예술가 홍성석.
- 1961년
  - 미국의 정치인 잭 시아타렐리.
  - 미국의 정치인 블레이크 패런솔드. (~2025년)
- 1962년
  - 대한민국의 정치인 우상호.
  - 미국의 전 프로 테니스 선수 트레이시 오스틴.
- 1963년
  - 스페인의 유도 선수, 정치인 미리암 블라스코.
  - 일본의 성우 시무라 토모유키.
  - 일본의 성우 오리카사 아이.
- 1964년
  - 대한민국의 배우 진운성.
  - 대한민국의 정치인 김경호.
  - 미국의 프로레슬링 선수 사부. (~2025년)
- 1965년 - 대한민국의 가수 유영석.
- 1966년 - 대한민국의 배우 임종윤.
- 1967년 - 일본의 작곡가, 게임 프로듀서 고시로 유조.
- 1968년 - 대한민국의 목사 박상돈.
- 1970년 - 미국의 배우 제니퍼 코널리.
- 1972년 - 대한민국의 성우 하성용.
- 1974년 - 대한민국의 가수 조은정.
- 1975년 - 일본의 성우 쿠와시마 호코.
- 1976년
  - 대한민국의 야구 선수 홍성흔.
  - 일본의 배우 세토 아사카.
- 1978년
  - 대한민국의 만화가 김풍.
  - 대한민국의 배우 신승환.
- 1979년
  - 대한민국의 배우 김소진.
  - 대한민국의 셰프 겸 방송인 이원일.
  - 대한민국의 가수, 음악PD 김진웅.
  - 대한민국의 정치인 안소희.
- 1981년 - 미국의 레슬링 선수 에디 킹스턴.
- 1982년
  - 대한민국의 성우 박상훈.
  - 대한민국의 배우 이성우.
- 1984년 - 덴마크의 축구 선수 다닐 아게르.
- 1985년 - 일본의 배우 칸지야 시호리.
- 1986년 - 대한민국의 가수 큐리. (티아라)
- 1987년 - 대한민국의 아이스하키 선수 신상우.
- 1988년 - 대한민국의 가수, 배우 함은정. (티아라)
- 1989년 - 대한민국의 탁구 선수 김소리.
- 1990년 - 대한민국의 전 가수, 범죄자 승리 (빅뱅).
- 1991년
  - 대한민국의 배우 차세영.
  - 대한민국의 야구 선수 김원준.
  - 대한민국의 야구 선수 최선호.
- 1992년
  - 대한민국의 가수 안다은.
  - 일본의 아이돌 하야노 카오루.
- 1993년 - 대한민국의 가수 인도우.
- 1994년
  - 대한민국의 가수 박규정.
  - 미국의 대학생 오토 웜비어. (~2017년)
- 1995년
  - 미국의 야구 선수 DJ 피터스.
  - 대한민국의 가수 박지현.
- 1996년
  - 미국의 배우 루커스 헤지스.
  - 일본의 배우 미야마 카렌.
- 1997년
  - 대한민국의 유튜버 꿀꿀선아.
  - 대한민국의 야구 선수 권광민.
- 1998년 - 대한민국의 배우 한수아.
- 2000년
  - 대한민국의 축구 선수 김주성.
  - 대한민국의 유도 선수 김지수.
  - 대한민국의 축구 선수 이인규.
  - 미국의 배우 루커스 제이드 주먼.
- 2001년 - 대한민국의 가수 이수진. (위클리)
- 2003년
  - 일본의 아이돌 타구치 마나카. (AKB48)
  - 대한민국의 모델 한별이.
- 2005년 - 일본의 아이돌 아키야마 유나.
- 2008년 - 대한민국의 학생 ZETA 김가은.

### 미상
- 대한민국의 대중문화인 홍인택.

## 사망
- 884년 - 서 프랑크 왕국의 왕 카를로마누스 2세. (864년~)
- 1586년 - 폴란드-리투아니아 연방의 선거왕 스테판 바토리. (1533년~)
- 1963년 - 일본의 영화 감독 오즈 야스지로. (1903년~)
- 1990년 - 대한민국의 변호사 조영래. (1947년~)
- 2002년 - 대한민국의 정치인 황낙주. (1928년~)
- 2003년 - 구 소련의 정치인, 대통령 헤이다르 알리예프. (1923년~)
- 2013년
  - 조선민주주의인민공화국의 정치인, 군인 장성택. (1946년~)
  - 대한민국의 가수 김지훈. (1973년~)
- 2015년 - 미국의 정치학자 베네딕트 앤더슨. (1936년~)
- 2019년
  - 미국의 영화배우 대니 아이엘로. (1933년~)
  - 뉴질랜드의 육상 선수 피터 스넬. (1938년~)
- 2020년
  - 영국의 소설가 존 르 카레. (1931년~)
  - 미국의 가수 찰리 프라이드. (1934년~)
  - 스위스의 물리학자 잭 스타인버거. (1921년~)
- 2021년
  - 대한민국의 야구 감독, 야구 해설가 강태정. (1945년~)
  - 중국의 영화배우 투먼. (1960년~)
- 2022년
  - 미국의 영화배우 스튜어트 마골린. (1940년~)
  - 일본의 만화가 오타 고사쿠. (1948년~)
  - 캐나다의 정치인 짐 카. (1951년~)
- 2023년
  - 그리스의 축구 선수, 축구 감독 코스타스 네스토리디스. (1930년~)
  - 뉴질랜드의 사학자 존 그레빌 에이가드 포칵. (1924년~)
- 2024년
  - 중화인민공화국의 장관 리톈위. (1946년~)
  - 대한민국의 외교관 박준우. (1953년~)
  - 독일의 영화감독 볼프강 베커. (1954년~)
  - 프랑스의 음악가 마르시알 솔랄. (1927년~)
  - 대한민국의 방송인 오창훈. (1963년~)

## 기념일
- 독립기념일: 케냐

## 같이 보기
- 전날: 12월 11일 다음날: 12월 13일 - 전달: 11월 12일 다음달: 1월 12일
- 음력: 12월 12일
- 모두 보기